# Eulepidotis affinis
Eulepidotis affinis là một loài bướm đêm trong họ Erebidae.